# Holly Aitchison
Holly Aitchison (Bedford, 21 februari 1987) is een professioneel golfster uit Engeland. Ze speelt sinds 2009 op de Ladies European Tour.

## Amateur
Holly Aitchison begon op 11-jarige leeftijd met golf en werd lid van de Bedford Golf Club. Na haar schooltijd besteedde zij drie jaar lang al haar tijd aan het opbouwen van een amateurscarrière, waarvan 2007 haar topseizoen werd. Eind 2008 besloot zij professional te worden.
Gewonnen
- 2004: Bedfordshire County Championship
- 2007: Portugees Amateur, St Andrews Junior Ladies' Championship, Bedfordshire County Championship
- 2008: Bedfordshire County Championship

## Professional
Aitchison werd in 2009 professional na haar 20e plaats in de finale van de Tourschool. Eind 2009 verloor ze haar tourkaart, keerde terug naar de tourschool en eindigde op de gedeelde 30e plaats. In de play-off haalde zij haar tourkaart voor 2010. Haar beste resultaat in 2010 was een tiende plaats in het Hero Honda Indian Women's Open. 
Op het Dutch Ladies Open 2011 op Golfclub Broekpolder stond zij na ronde 1 en 2 aan de leiding en eindigde op de tweede plaats, achter Melissa Reid.